# Tintin kalandjai (televíziós sorozat, 1957)
A Hergé’s Adventures of Tintin a Tintin-képregények 1959 és 1964 közti amerikai–belga feldolgozása. 104 darab ötperces epizódot gyártottak hét történetben.

## Szinkronhangok

### Francia
- Georges Poujouly (Tintin)
- Jean Clarieux (Haddock kapitány)
- Robert Vattier (Tryphon Tournesol professzor (angolul Calcalus professzor))
- Hubert Deschamps (Dupond és Dupont(angolul Thomson és Thompson))
- René Arrieu (Allan Thompson)

### Amerikai
- Larry Harmon (Tintin, Calcalus professzor (a Irány a Hold/Séta a Holdon és Az aranyollós rák részek))
- Dallas McKennon (Tintin, Calcalus professzor (többi rész))
- Paul Frees (Haddock kapitány, Thomson és Thompson)
- Lee Payant (összes szereplő (A Calcalus incidens))

### Egyesült Királyság
- Peter Hawkins (összes szereplő)

## Feldolgozott történetek
- 1. Objective Moon (Irány a Hold/Séta a Holdon)
- 2. The Crab with the Golden Claws (Az aranyollós rák)
- 3. The Secret of the Unicorn (Az egyszarvú titka)
- 4. Red Rackham's Treasure (Vörös Rackham kincse)
- 5. The Star of Mystery (A titkokzatos csillag)
- 6. Black Island (A fekete sziget)
- 7. The Calculus Case (A Tournesol-incidens)

## Fordítás
- Ez a szócikk részben vagy egészben  a   Hergé's Adventures of Tintin című angol Wikipédia-szócikk fordításán alapul.  Az eredeti cikk szerkesztőit annak laptörténete sorolja fel. Ez a jelzés csupán a megfogalmazás eredetét és a szerzői jogokat jelzi, nem szolgál a cikkben szereplő információk forrásmegjelöléseként.